# Foodsharing

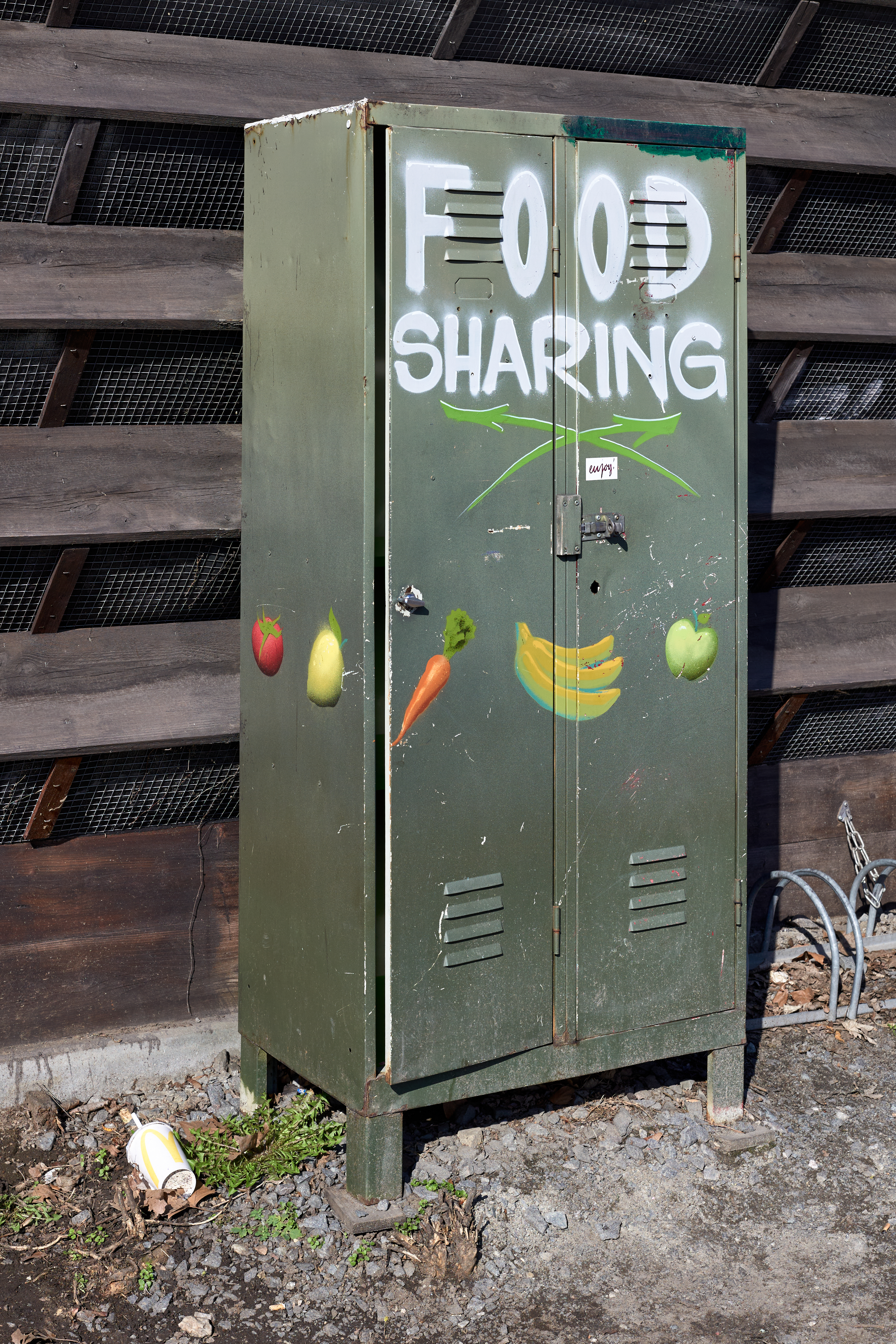

Foodsharing — ruch mający na celu ograniczenie marnowania żywności i promowanie zrównoważonego rozwoju poprzez redystrybucję nadwyżek żywności. Obejmuje różne praktyki, w ramach których osoby lub organizacje oddają żywność, która w przeciwnym razie zostałaby wyrzucona, zarówno w celach niekomercyjnych, jak i komercyjnych. Praktyka ta zyskała popularność jako legalna forma zaangażowania społeczności i zarządzania środowiskiem, wspierana zarówno przez politykę publiczną, jak i inicjatywy oddolne.
Inicjatywy związane z dzieleniem się żywnością często wykorzystują nowoczesne technologie, aby ułatwić proces dzielenia się. W tym zakresie aplikacje mobilne okazały się niezbędnymi narzędziami umożliwiającymi łączenie użytkowników chcących dzielić się żywnością z potrzebującymi, tworząc w ten sposób nowe sieci społecznościowe wokół redystrybucji żywności. Platformy te umożliwiają użytkownikom działanie w charakterze dobrowolnych pośredników, zwiększając efektywność i zasięg działań związanych z udostępnianiem żywności.
Inne mocno rozpowrzechnione formy foodsharingu to jadłodzielnie oraz banki żywności. 